# Robis
Robis (in sloveno Robič) è un centro abitato della Slovenia, frazione del comune di Caporetto.

## Storia
In epoca asburgica la località fece parte del comune di Creda (Kred o Kreda), all'interno della Contea di Gorizia e Gradisca (a sua volta inquadrata dapprima nel Regno d'Illiria, poi dal 1849 nel Litorale austriaco).
In seguito alla prima guerra mondiale e al Trattato di Rapallo, la località venne annessa al Regno d'Italia. In questo periodo il suo toponimo venne italianizzato dapprima in Robich, poi dal 1923 in Robis. Nello stesso anno il comune di Creda (Kred) venne inquadrato nella provincia del Friuli, per passare alla ricostituita provincia di Gorizia quattro anni dopo. Nel 1928 il comune di Creda venne soppresso e il suo territorio aggregato a quello di Caporetto.
In seguito alla seconda guerra mondiale la località passò dapprima nella zona A sotto controllo militare alleato a ovest della Linea Morgan, poi nel 1947 in seguito ai Trattati di Parigi venne annessa alla Jugoslavia. Dal 1991 fa parte della Slovenia.

## Infrastrutture e trasporti
Dal 1921 al 1932 Robis è stata servita da una stazione posta sulla linea Cividale-Caporetto.